# スクロール (通販会社)
株式会社スクロール（英語社名：Scroll Corporation）は、静岡県浜松市中央区に本社を置くカタログ通販準大手の通信販売事業者。2009年10月1日、株式会社ムトウより社名を変更した。
婦人衣料品を主体としたカタログ通販、インターネット通販を手がけている。

## 沿革
- 1939年 - 静岡県浜松市にて、武藤洋裁所として創業。
- 1943年 - 靜岡布帛工業株式會社を設立して、法人化。
- 1951年 - 社名を武藤衣料株式会社に変更。
- 1967年 - 社名をムトウ衣料株式会社に変更。
- 1970年 - 社名を株式会社ムトウに変更。
- 1971年 - 名古屋証券取引所上場（現在は上場廃止）。
- 1984年 - 東京証券取引所2部上場。
- 1986年 - 東京証券取引所1部指定替え。
- 2009年10月1日 - 社名を株式会社スクロールに変更。

※かつてはランドセルのカタログ通販も行っていたが、現在は撤退した模様。

## 販売チャネル

### カタログ・インターネット通販
一般向けのカタログ通販チャネル。各カタログにはそれぞれWebサイトがあり、インターネット通販も行っている。
- RAPTY（ラプティ）
- Brillage(ブリアージュ)
- 生活雑貨
- きれいみつけた

### 生協カタログ
生協会員向けカタログ通販チャネル。
- Elasty（エラスティ）
- ナイスミセス
- スクロールベーシック
- Ritte(リテ)
- 素敵型録（ステキカタログ）

## 関連会社
- 株式会社ムトウクレジット （クレジット事業完全子会社）
- 株式会社スクロール360 （通販サポート事業完全子会社） （読み方:スクロールサンロクマル、旧社名: 2008年3月までミック、2009年9月30日までムトウマーケティングサポート）
- 株式会社イノベート
- 株式会社豆腐の盛田屋
- 株式会社AXES
- 北海道アンソロポロジー株式会社
- 株式会社スクロールR&D
- 株式会社キャッチボール
- 株式会社スクロールロジスティクス

## 提供番組
※全てムトウ時代。
- FNNスーパータイム（フジテレビ系列）
- 笑っていいとも!（フジテレビ系列・隔日）
- ウッチャンナンチャンのやるならやらねば!（同上）

## CM出演者
- 石坂浩二 - 本名が武藤兵吉（むとう へいきち）であることから「ムトウ」つながりで出演。